# Вакуумна флотаційна машина

Схема вакуумної флотаційної машини.
1 — циліндроконічна камера; 2 — система труб.

Вакуумна флотаційна машина (Англія) — являє собою герметичну камеру 1 циліндроконічної форми, по осі якої розташована система труб 2 для підтримки заданого рівня пульпи та її випуску (див. рис.).
Пульпа, попередньо оброблена реагентами і насичена повітрям, надходить у вакуумну камеру, у якій внаслідок зниження тиску над пульпою на поверхні гідрофобних частинок виділяються бульбашки розчиненого повітря, завдяки чому вони флотуються. Пінний продукт розвантажується в кільцевий жолоб і видаляється з машини. Гідрофільні частинки осаджуються на дно камери і розвантажуються у збірник хвостів. Подача пульпи в камеру, а також видалення концентрату і хвостів з неї здійснюється за допомогою гідравлічних затворів.
Особливістю вакуумної машини є практично повна відсутність вихрового руху пульпи, внаслідок чого величина сил, що відривають частинки від бульбашок, мінімальна.
Основні недоліки вакуумних машин полягають у їх громіздкості (особливо по висоті) і малій продуктивності.